# Battaglia del monte Austen
La battaglia del Monte Austen ha avuto luogo dal 15 dicembre 1942 al 23 gennaio 1943, tra gli Stati Uniti d'America e l'Impero giapponese, nei pressi del fiume Matanikau nell'ambito della campagna di Guadalcanal. Le forze americane erano guidate da Alexander Patch mentre le forze giapponesi da Harukichi Hyakutake.